# Colonia el Bosque
Colonia el Bosque är en ort i Mexiko.   Den ligger i kommunen Salina Cruz och delstaten Oaxaca, i den sydöstra delen av landet, 500 km sydost om huvudstaden Mexico City. Colonia el Bosque ligger 53 meter över havet och antalet invånare är 123.
Terrängen runt Colonia el Bosque är platt åt nordost, men åt sydväst är den kuperad. Terrängen runt Colonia el Bosque sluttar österut.  Närmaste större samhälle är Salina Cruz, 4,4 km söder om Colonia el Bosque. 